# Fjällsjön (Borås socken, Västergötland)
Fjällsjön är en sjö i Borås kommun i Västergötland och ingår i Rolfsåns huvudavrinningsområde. Sjön är 11 meter djup, har en yta på 0,013 kvadratkilometer och är belägen 250 meter över havet.